# Lincoln (Missouri)
Lincoln is een plaats (city) in de Amerikaanse staat Missouri, en valt bestuurlijk gezien onder Benton County.

## Demografie
Bij de volkstelling in 2000 werd het aantal inwoners vastgesteld op 1026.
In 2006 is het aantal inwoners door het United States Census Bureau geschat op 1095, een stijging van 69 (6,7%).

## Geografie
Volgens het United States Census Bureau beslaat de plaats een oppervlakte van
2,6 km², waarvan 2,5 km² land en 0,1 km² water. Lincoln ligt op ongeveer 282 m boven zeeniveau.

## Plaatsen in de nabije omgeving
De onderstaande figuur toont nabijgelegen plaatsen in een straal van 24 km rond Lincoln.